# Acolin
Acolin – rzeka we Francji o długości 62 kilometrów, lewy dopływ Loary. Źródło rzeki znajduje się w Allier niedaleko miasta Moulins w Masywie Centralnym. Acolin przepływa przez departamenty Allier oraz Nièvre.
Łączna powierzchnia dorzecza wynosi 384 km².

## Miasta, przez które przepływa rzeka
- Moulins
- Avril-sur-Loire
- Thiel-sur-Acolin
- Chevagnes

Rzeka wpływa do Loary w okolicach miasta Decize. Średni roczny przepływ wynosi 2,5 m³/s.